# Andreas Bruzelius (1824–1906)
Andreas Bruzelius, född den 8 februari 1824 i Ottarps socken, Malmöhus län, död den 5 december 1906 i Österslövs socken, Kristianstads län, var en svensk präst. Han var son till Andreas Bruzelius och far till Andreas Bruzelius samt farfar till Magnus Bruzelius.
Bruzelius blev student vid Lunds universitet 1840. Han promoverades till filosofie magister 1847 och avlade teologie kandidatexamen 1855. Bruzelius blev extra ordinarie amanuens vid Lunds universitetsbibliotek 1849, prästvigdes för Lunds stift 1855 och blev förste amanuens vid biblioteket 1861. Han blev kyrkoherde i Österslövs församling 1863. Bruzelius var kontraktsprost i Villand 1881–1901. Han promoverades till teologie doktor 1893. Bruzelius publicerade en predikan på Annandag påsk. Han blev ledamot av Nordstjärneorden 1882. Bruzelius vilar på Österslövs kyrkogård.